# Townsend Bell
Townsend Bell, född den 19 april 1975 i San Francisco, Kalifornien, USA, är en amerikansk racerförare.

## Racingkarriär
Bell slog igenom i Indy Lights år 2000, då han blev knappt slagen i mästerskapet av Scott Dixon. Han vann därefter mästerskapet 2001, och fick även göra sin debut i CART. Han körde sedan halva säsongen 2002, men trots att han tog en fjärdeplats som bäst, blev han utbytt efter halva säsongen mot Oriol Servià. Bell flyttade inför Formel 3000 2003 till Europa för att tävla i formel 3000 med Arden International. Hans resultat imponerade inte jämfört med teamkollegan Björn Wirdheim, men Bell tog ändå en tredjeplats på Hungaroring, och nionde plats totalt. Efter det har Bell aldrig kört en hel säsong i någon serie, utan har hoppat in för diverse team i IndyCar vid behov. Hans största framgång i IndyCar är hans fjärdeplats i Indianapolis 500 2009 för KV Racing Technology, trots att han haft minimal testtid.